# Scott Baio

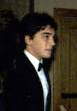
Scott Baio, 1985

Scott Baio (* 22. September 1961 in Brooklyn, New York City, New York) ist ein US-amerikanischer Schauspieler.

## Leben
Scott Baios Vorfahren waren italienische Einwanderer. Sein Bruder Steven ist ebenfalls als Schauspieler, Produzent und Drehbuchautor tätig. Seine Cousins Jimmy und Joey Baio waren als Schauspieler tätig. Baio besuchte die Xaverian High School in New York und machte seinen Abschluss an der North Hollywood High School.
Im Alter von neun Jahren erhielt er seine ersten Jobs als Schauspieler in Werbespots. 1976 wurde er unter 2000 Bewerbern in der Titelrolle der Alan-Parker-Komödie Bugsy Malone besetzt. Dort spielte er an der Seite von Jodie Foster, mit der er 1980 auch im Teenagerdrama Jeanies Clique spielte.
1977 übernahm er die Rolle des Chachi Arcola, ein Cousin der Hauptfigur Fonzie, in der Sitcom Happy Days. Diese Rolle bekam 1982 mit der Serie Joanie Loves Chachi einen eigenen Ableger, der vom Sender ABC aber nach 17 Episoden wieder abgesetzt wurde. Im gleichen Jahr übernahm er die Hauptrolle in der Filmparodie Zapped! – die ein finanzieller Misserfolg war und bei der Kritik durchfiel – und spielte ein Musikalbum für das Label RCA ein.
In den Jahren 1987 bis 1999 war er als Regisseur an verschiedenen Fernsehserien beteiligt.
Von 1984 bis 1990 übernahm er die Titelrolle der Sitcom Charles in Charge, in der er einen 19-jährigen Babysitter in New Jersey spielte. Danach ließ seine Karriere etwas nach und er trat in den 1990er und 2000er Jahren vor allem durch Rollen in Fernsehfilmen, durch Gastauftritte in Fernsehserien und in Werbespots in Erscheinung. Im Juli 2007 hatte er einen großen Erfolg mit der Reality Show Scott Baio Is 45…and Single auf VH1, die gute Quoten erzielen konnte. Die zweite Staffel wurde seit Januar 2008 unter dem Titel Scott Baio Is 46…and Pregnant ausgestrahlt. Seit 2012 spielt er eine Hauptrolle des David Hobbs, ein Fernsehstar, der nach Hause geht und sich um seine Familie kümmert, und ist gleichzeitig ausführender Produzent der Sitcom See Dad Run.
Baio ist eingetragener Republikaner und nahm auch am Staatsbegräbnis des 2004 verstorbenen US-Präsidenten Ronald Reagan teil. Seit 2010 hält er sich mit politischen Statements in der Öffentlichkeit zurück, nachdem eine kontroverse Diskussion bei Twitter großes Aufsehen erregte. Er hatte Frauen als „lesbische Scheißärsche“ und die demokratische Präsidentschaftskandidatin Hillary Clinton als Cunt (Fotze) bezeichnet.
Baio ist seit dem Dezember 2007 mit dem Model Renee Sloan verheiratet, mit der er eine Tochter hat.

## Filmografie (Auswahl)
- 1976: Bugsy Malone
- 1976: Luke Was There
- 1977: Love Boat (Fernsehserie, Folge 1x03)
- 1977–1984: Happy Days (130 Folgen)
- 1977: Blansky’s Beauties (Fernsehserie, 13 Folgen)
- 1978–1979: Who’s Watching the Kids (Fernsehserie, 11 Folgen)
- 1979: Skatetown, U.S.A.
- 1979: Fantasy Island (Fernsehserie, Folge 2x25)
- 1980: Jeanies Clique
- 1980: Stoned
- 1980–1981: Junge Schicksale (ABC Afterschool Specials, Fernsehserie, Folgen 9x04, 9x06)
- 1980: Boomer, der Streuner (Heres’ Boomer, Fernsehserie, Folge 1x06)
- 1981: Senior Trip
- 1982: Der Typ mit dem irren Blick (Zapped)
- 1982–1983: Joanie Loves Chachi (Fernsehserie, 17 Folgen)
- 1983: Hotel (Fernsehserie, Folge 1x08)
- 1984–1990: Charles in Charge (Fernsehserie, 126 Folgen)
- 1985: Alice im Wunderland (Alice in Wonderland, Fernsehfilm)
- 1985: Ein Colt für alle Fälle (The Fall Guy, Fernsehserie, Folge 5x03)
- 1986: The Truth About Alex
- 1987: I Love N.Y. (I Love N.Y.)
- 1988–1989: Mein Vater ist ein Außerirdischer (Out of This World, Fernsehserie, 3 Folgen)
- 1989: Full House (Fernsehserie, Folge 3x09)
- 1991–1992: Baby Talk (Fernsehserie, 23 Folgen)
- 1991: Perry Mason: The Case of the Fatal Fashion (Fernsehfilm)
- 1993–1995: Diagnose: Mord (Diagnosis: Murder, Fernsehserie, 41 Folgen)
- 1994: Circus of the Stars Goes to Disneyland
- 1996: Die Liebe muß verrückt sein (Can’t Hurry Love, Fernsehserie, Folgen 1x16–1x17)
- 1998: Detonator
- 1998: Die Nanny (The Nanny, Fernsehserie, Folge 5x11)
- 2000: Face Value
- 2000: Veronica (Veronica’s Closet, Fernsehserie, Folgen 3x13–3x14)
- 2000: Very Mean Men
- 2001: Dumb Luck
- 2001: Ein Hauch von Himmel (Touched by an Angel, Fernsehserie, Folge 7x13)
- 2001: Face to Face
- 2004: Superbabies: Baby Geniuses 2
- 2005: Verflucht
- 2005, 2013: Arrested Development (Fernsehserie, 5 Folgen)
- 2008: Finish Line
- 2012–2014: See Dad Run (Fernsehserie, 55 Folgen)
- 2014: Sam & Cat (Fernsehserie, Folge 1x21)
- 2014: Cosmo & Wanda – Auwei Hawaii! (A Fairly Odd Summer)